# Puto caucasicus
Puto caucasicus är en insektsart som beskrevs av Hadzibejli 1956. Puto caucasicus ingår i släktet Puto och familjen ullsköldlöss. Inga underarter finns listade i Catalogue of Life.